# إيات نسيموفيتش
إيات نسيموفيتش فاهيتوف، أو آيرات فاهيتوف (بالتتارية: Айрат Вахитов) مواطن روسي تتري العرق اُعتقل خارج نطاق القانون من قِبل الولايات المتحدة في معتقل غوانتنامو في كوبا. تم تسليمه لروسيا مع ستة آخرين في فبراير 2004. يجيد العربية والباشتو والفارسية والأوردية والروسية كما يتحدث الإنجليزية. ولد في 27 مارس 1977 في نابريجناي تشلني في تتارستان بروسيا.

أعلن في 28 يونيو 2005 أنه يعتزم مقاضاة الولايات المتحدة الأمريكية بشأن التعذيب في غوانتانامو. وذكر حيدر جمال رئيس اللجنة الإسلامية في روسيا أنه تم اعتقاله في روسيا مع رستم أخمياروف بعد أن تم تهديدهما من قبل مسؤولي الأمن. حيث أنهما زارا المملكة المتحدة وتحدثا عن الانتهاكات والتعذيب في روسيا وليس فقط في معتقل غوانتانامو، وتم القبض عليهما من قبل السلطات الروسية في 29 أغسطس 2005.
ثم تم إطلاق سراحهما في 2 سبتمبر 2005.
اُعتقل مرة أخرى في عام 2005، ولكن أفرج عنه بعد شهرين وغادر على الفور إلى الشرق الأوسط. وفي عام 2011 قام بنشر فيديو بعنوان «39 طريق لدعم الجهاد والمشاركة فيه». وفي يونيو 2016 اُعتقل في تركيا بعد اتهامه بالمشاركة في هجوم مطار أتاتورك 2016.